# Liste der Kulturgüter in Grosswangen
Die Liste der Kulturgüter in Grosswangen enthält alle Objekte in der Gemeinde Grosswangen im Kanton Luzern, die gemäss der Haager Konvention zum Schutz von Kulturgut bei bewaffneten Konflikten, dem Bundesgesetz vom 20. Juni 2014 über den Schutz der Kulturgüter bei bewaffneten Konflikten sowie der Verordnung vom 29. Oktober 2014 über den Schutz der Kulturgüter bei bewaffneten Konflikten unter Schutz stehen.
Objekte der Kategorie A sind im Gemeindegebiet nicht ausgewiesen, Objekte der Kategorie B sind vollständig in der Liste enthalten, Objekte der Kategorie C fehlen zurzeit (Stand: 1. Januar 2023). Unter übrige Baudenkmäler sind zusätzliche Objekte zu finden, die im kantonalen Denkmalverzeichnis verzeichnet und nicht bereits in der Liste der Kulturgüter enthalten sind.

## Kulturgüter
| Foto | | Objekt                                                                   | Kat. | Typ | Standort                            | Beschreibung |
| ---- | --- | ------------------------------------------------------------------------ | ---- | --- | ----------------------------------- | ------------ |
| ja   | Datei hochladen · Wikidata zu Katholische Kirche St. Konrad (Q29785566)                              | Katholische Kirche St. Konrad KGS-Nr.: 03678                             | B    | G   | Dorfstrasse 1.1 646383 / 220405     |              |
| BW   | Datei hochladen · Wikidata zu Kapelle St. Gallus und Othmar (Q29785568)                              | Kapelle St. Gallus und Othmar KGS-Nr.: 03679                             | B    | G   | Oberroth 3.1 647739 / 220024        |              |
| BW   | Datei hochladen · Wikidata zu Schulhaus (Q29785569)                                                  | Schulhaus KGS-Nr.: 03680                                                 | B    | G   | Schulhausstrasse 18 646345 / 220100 |              |
| BW   | Datei hochladen · Wikidata zu Bauernhof mit Speicher (Q29785570)                                     | Bauernhof mit Speicher KGS-Nr.: 03681                                    | B    | G   | Wellenberg 1.9 644718 / 219335      |              |
| BW   | Datei hochladen · Wikidata zu Römischer Gutshof / mittelalterliche Kapelle mit Friedhof (Q119823808) | Römischer Gutshof / mittelalterliche Kapelle mit Friedhof KGS-Nr.: 17141 | B    | F   | Oberroth 647789 / 220014            |              |

## Übrige Baudenkmäler
| ID   | Foto |                 | Objekt                      | Typ | Standort                       | Beschreibung |
| ---- | ---- | --------------- | --------------------------- | --- | ------------------------------ | ------------ |
| 114e | BW   | Datei hochladen | Getreidespeicher Wellenberg | G   | Wellenberg 1.2 644781 / 219324 |              |

Legende: Siehe Legende der Liste der Kulturgüter von nationaler und regionaler Bedeutung. Anstelle der KGS-Nummer wird als Objekt-Identifikator (ID) die Gebäudenummer im kantonalen Denkmalverzeichnis verwendet.